# Михниовский, Северин Альберт Антоний Войцехович
Северин Альберт Антоний Войцехович Михниовский (1839—1868) — российский медик—хирург; доктор медицины.

## Биография
Северин Альберт Антоний Войцехович Михниовский родился в 1839 году. Успешно окончил курс Императорской Медико-хирургической академии по специальности хирургия.
Начиная с 1864 года Михниовский состоял ординатором Санкт-Петербургских больниц Крестовоздвиженской общины сестёр милосердия и загородной, причём явился очень деятельным и искусным оператором. 
Всего за четыре года им было сделано 200 операций и 2000 патологических вскрытий. 
Северин Альберт Антоний Войцехович  Михниовский умер в 1868 году от пиемии, заразившись при вскрытии. 
Михниовский напечатал ряд научных статей из которых наиболее известны следующие: «Распределение нервов в слюнных железах» («Протоколы заседаний Общества русских врачей в Санкт-Петербурге», 1863—64), «Об остеопластических ампутациях бедра» («Протоколы заседаний Общества русских врачей в Санкт-Петербурге», 1864—65); «Исследования заживления оторванных эпифизов» (СПб., 1864; докторская диссертация). 
В 1865—1866 гг. Михниовский издавал и редактировал (вместе с Л. Н. Симоновым и М. И. Горвицем) газету «Медицинские новости».